# Cucuyas Alto
Cucuyas Alto es un caserío peruano ubicado en el distrito de Jililí, perteneciente a la provincia de Ayabaca del departamento de Piura, al norte del Perú. 

## Ubicación
Cucuyas Alto se ubica al norte de la provincia de Ayabaca, en el distrito de Jililí, en el departamento de Piura. Se ubica cerca a la frontera ecuatoriana-peruana.

## Demografía
En 2017 Cucuyas Alto tenía una población de 96 habitantes.
| Gráfica de evolución demográfica de Cucuyas Alto entre 1993 y 2017 |
|                                                                    |
| Fuentes: Población 1993 y 2017                                     |